# غرافيت
الغرافيت هو معدن متوافر بشكل طبيعي بكثرة وهو أحد أشكال الكربون المتآصلة وذلك بالإضافة إلى الألماس والفوليرين. الغرافيت موصل للكهرباء ويمكن استخدامه على سبيل المثال في أقطاب الأقواس الكهربائية.
يتبلور الغرافيت غالباً بنظام سداسي ونادراً ما يكون بالنظام الثلاثي، ويشكل بلورات بنية إلى سوداء أو رمادية لها شكل سداسي الأضلاع أو متوازي الأضلاع (لوح)، أو تكون على شكل قشور.
وجود الغرافيت في حديد الزهر هو سبب ضعف هذا النوع من الحديد عندما يتعرض لشد. ولا يُعرف طريقة للتخلص منه.

## اكتشاف الجرافيت
في عام 1564 تم اكتشاف تراكمات جرافيتية هائلة في منطقة تسمى «سيثوات فيل» ببلدة برودال في إنجلترا، وقد وجد السكان المحليون أنه من المناسب جدا استخدام الجرافيت في وضع علامات على الأغنام الخاصة بهم لتمييزها. وكانت هذه التراكمات من الجرافيت تتميز بالنقاء والصلابة بشكل كبير ومن الممكن نشرها وتقطيعها إلى مجموعة من القضبان الطولية، ويمكن استخدامها في الكتابة. وقد بقيت هذه التراكمات هي الوحيدة التي وجدت في هذا الشكل الصلب ولكن بما أن علم الكيمياء كان في ذلك الوقت لا يزال في مراحله الأولى، ظل استخدام مادة الرصاص هو السائد في تصنيع أقلام الكتابة. عقب ذلك تم اكتشاف تراكمات جرافيتية في أجزاء أخرى من العالم، ولكنها لم تكن في نفس مستوى النقاء والصلابة الموجودة في التراكمات المكتشفة في برودال، فكان يجب تنقيتها من الشوائب الموجودة بها أولاً للحصول على مسحوق الجرافيت النقي، ولهذا السبب ظلت إنجلترا هي المحتكر الوحيد لصناعة الأقلام الرصاص في العالم وذلك حتى تم اكتشاف طريقة لتنقية الجرافيت، وعقب ذلك أصبح استخدام الجرافيت واسع الانتشار. ويترك الجرافيت علامات أكثر وضوحا من الرصاص عند استخدامه في الكتابة ولكن أثره في الكتابة يتسم بأنه سريع الزوال.